# Thinking Machines
Thinking Machines Corporation était un fabricant de superordinateurs et d’intelligence artificielle fondé à Waltham, dans le Massachusetts, en 1983 par Sheryl Handler (en) et Danny Hillis pour transformer le travail de doctorat de Hillis au Massachusetts Institute of Technology) sur des architectures de calcul massivement parallèles en un produit commercial appelé Connection Machine (en). La société a déménagé en 1984 de Waltham à Kendall Square (en) à Cambridge (Massachusetts), près du MIT AI Lab. Thinking Machines a fabriqué certains des supercalculateurs les plus puissants de l’époque. En 1993, les quatre ordinateurs les plus rapides au monde étaient des Connection Machines. La société a déposé le bilan en 1994 ; ses départements de matériel informatique et de logiciels de calcul parallèle ont alors été acquis par Sun Microsystems.